# Ataenius strigicaudus
Ataenius strigicaudus är en skalbaggsart som beskrevs av Bates 1887. Ataenius strigicaudus ingår i släktet Ataenius och familjen Aphodiidae. Inga underarter finns listade.